# Dāvis Spriņģis
Dāvis Spriņģis est un bobeur letton né le 27 janvier 1995.

## Palmarès

### Championnats monde
- : médaillé d'argent en bob à 4 aux championnats monde de 2023.

### Coupe du monde
- 5 podiums  : 
  - en bob à 4 : 2 victoires, 1 deuxième place et 2 troisièmes places.

#### Détails des victoires en Coupe du monde
| Édition   | Bob à 2 | Bob à 4      |
| 2021-2022 |         | Saint-Moritz |
| 2023-2024 |         | Altenberg    |